# 1394 Algoa
1394 Algoa è un asteroide della fascia principale. Scoperto nel 1936, presenta un'orbita caratterizzata da un semiasse maggiore pari a 2,4386820 UA e da un'eccentricità di 0,0771982, inclinata di 2,66857° rispetto all'eclittica.
L'asteroide prende il suo nome dall'omonima baia del Sudafrica.